# Акцесорні мінерали
Акце́сорні мінера́ли (lat — accessorius), рос. акцессорные минералы, англ. accessory minerals, нім. akzessorische Minerale, Akzessorien) — мінерали, які містяться в магматичних або метаморфічних гірських породах у малих кількостях (звичайно менше 1 % об'єму породи) і не впливають на визначення породи. Разом з тим А.м. складають якісно дуже характерну складову частину гірських порід.
До їх складу входять хімічні елементи, які не розсіюються в ґратках головних мінералів, а вже при незначній кількості в мінералоутворювальному середовищі (при можливому частковому розсіюванні окремих з них у головних мінералах) стають насичувальними компонентами. Виділення їх може відбуватися протягом усього процесу формування мінеральних комплексів.
Вивченням А. м. займається мінералогія акцесорних мінералів.
Такі А. м., як циркон, апатит, монацит, магнетит, для багатьох порід є обов'язковою складовою гірської породи.
Більшість А. м. магматичних порід виділяється на початку кристалізації магми. 
А. м. апріорно несуть генетичну інформацію про геологічний процес. Найчастіше використовувані для кореляції "німих" товщ, реконструкції вихідного складу метаморфітів, відбудови ходу петрогенетичного процесу і т.ін. В основі інтерпретації цієї інформації лежать метод розрахунку парагенетичних асоціацій різних груп акцесоріїв і метод генераційного аналізу циркону або апатиту. Теоретичною основою цих методів є уявлення про онтогенію і філогенію мінералів. 
В автономному геологічному об'єкті (автономність визначається загально геологічними параметрами) а. м. створюють три генетичні групи:  
- а) реліктову;
- б) синпетрогенну;
- в) накладену.

Виділення цих груп проводиться на підставі оцінки параметрів розподілу (коефіцієнт варіацій вмістів), поширення (частота зустрічі мінерального виду) і виділення генерацій акцесоріїв.  
До А. м., що постійно зустрічаються віднесені - апатит, циркон, магнетит, ільменіт, монацит, пірит та ін.  
До таких, що часто зустрічаються - ортит, титаніт, рутил, молібденіт та ін.  
До таких, що рідко зустрічаються - халькопірит, арсенопірит, кіновар, колумбіт та ін. 
Вивчення асоціацій А. м., їхнього хім. складу та кількісних співвідношень між ними є важливим моментом у дослідженні гірських порід. Як характерна складова багатьох формацій гірських порід А. м. дають можливість вирішувати питання генетичного зв'язку та вікових відношень між ними. Виходячи з комплексу А. м. та їх складу можна судити про особливості протікання магматичних процесів. Для гранітів характерні апатит, циркон, магнетит, ільменіт, ортит та ін., для перидотитів - хромшпінелід, сульфіди міді, сульфіди нікелю та ін. 
Інша назва — акцесорії (рос. акцессории, англ. accessory, нім. Akzessorien).
Акцесорії росту (рос. акцессории роста, англ. accessory of growth) — скульптурні утворення на гранях кристалів мінералів, пов'язані з їх ростом.